# طردوس
طُرْدوس (الاسم العلمي Onychoteuthis) جنس حيوانات بحرية مفترسة من الرخويات رأسيات الأرجل ورتبة حباريات قاعية وتتبع فصيلة حباريات خطافيات الشكل. أنواعها المعروفة 11 منتشرة في معظم بحار البلاد الحارة، ويمكن العثور عليها في شمال المحيط الهادي.